# Grbovi dalmatinskog komunalnog plemstva – G
Za grbove dalmatinskog komunalnog plemstva ne vrijede zakoni heraldike zbog posebnih uvjeta nastanka i vlasnika istih. Grbovi dalmatinskog komunalnog plemstva pripadaju krugu talijanskog komunalnog plemstva gdje je tradicija opisivanja s gledišta promatrača. 
Grbovi s početnim slovom  G

## Grbovi
| Grb | Kuća i opis grba |
| --- | --- |
|     | Galbiani od Vrane (Nin, Šibenik) Titula: Conte veneto, ninsko plemstvo, austrijska potvrda plemstva - (HR) I. Na zlatnom polju crni pijetao koji stoji na zelenom tlu. [1/31] - (HR) II. Na plavom polju crni dvoglavi orao drži lijevom panđom zlatni medaljon s crnim pijetlom na medaljonu. [2] |
|     | Galzigna (Rab) Titula: biskup, Trogirska biskupija (HR) Na plavom polju zlatni lav drži zelenu granu (maslina), lav stoji na zelenom tlu. [1/31, 3] |
|     | Garagnin, Garanjin (Trogir) Titula: Austrijska potvrda plemstva - (HR) I. Na crvenom polju ruka u srebrenom oklopu, koja izlazi s desna, drži zlatnu strelicu koja se nalazi na zlatnom luku a uperena je u srebrenu golubicu iznad strijele. Kapa: na plavom polju dvije zlatne šestokrake zvijezde. [1/6, 4/8] - (HR) II. Na plavom polju dvije srebrene ruke u crvenim rukavima, koje izlaze s desna, drže napeti zlatni luk s zlatnom strijelom. [4/6] - (HR) III. Na plavom polju ruka u srebrenom oklopu, koja izlazi s desna, drži zlatnu strijeliu koja se nalazi na zlatnom luku a uperena je u srebrenu golubicu iznad strijele. Kapa: na crvenom polju dvije zlatne šestokrake zvijezde. [5] |
|     | Gazolano (Kotor) Titula: (HR) Na plavom polju zlatno sunce s 16 krakova. [1/31] |
|     | Geričić (Korčula) Titula: Plemstvo Torcella (It.) (HR) Podjela na četvrtine sa središnjim grbom: 1 četvrtina: na plavom polju srebreni labud, 2 i 3 četvrtina: na crvenom polju srebrene rešetke (tri okomite i tri vodoravne grede), 4 četvrtina polovina crnog pijetla okrunjenog zlatnom krunom, koji izlazi s desna, središnji grb: na srebrenom polju srebreni jelen u hodu na desno glavom okrenut na lijevi, iznad jelena tri šastokrake srebrene zvijezde. [6/17] |
|     | Gigliati (Dubrovnik) Titula: - (HR) I. Okomita podjela. Lijevo: na zlatnom polju polovica crnog orla koji je okrunjen zlatnom krunom, desno; na plavom polju dvije zlatne vodoravne grede, iznad greda tri srebrena ljiljana, između greda dva srebrena ljiljana, ispod greda jedan srebreni ljiljan. [1/61] - (HR) II. Na plavom polju dvije zlatne vodoravne grede, iznad greda tri srebrena ljiljana, između greda dva srebrena ljiljana, ispod greda jedan srebreni ljiljan. [1/61] |
|     | Getaldić (Dubrovnik) Titula:Dubrovačko plemstvo, austrijska potvrda plemstva (HR) Na plavom polju lijevo kosa zlatna greda, duž grede tri crvena ljiljana. Iznad i ispod grede po jedna šestero kraka srebrena zvijezda. [1/6, 6/5] |
|     | Getaldić Gundulić (Dubrovnik) Titula:Dubrovačko plemstvo (HR) Okomita podjela. Lijevo na plavom polju lijevo kosa zlatna greda, duž grede tri crvena ljiljana. Iznad i ispod grede po jedna šestero kraka srebrena zvijezda (grb Gondulić). Desno tri para okomitih greda srebreno-plave, preko svega vodoravna crvena greda (grb Gondulić) [1/6] |
|     | Grisogono (Zadar, Split) Titula: Zadarsko, splitsko, austrijska potvrda plemstva - (HR) I. Na crvenom polju tri vodoravne zlatne grede (Split). [1/32, 4/9] - (HR) II. Tri para vodoravnih greda, zlatno srebrene (Zadar). [1/8, 4/93, 6/5] - (HR) III. Kameni reljef, grb splitskog kneza Grisogona, zvonik splitske katedrale, Split. - (HR) IV. Tri para vodoravnih greda crveno-srebrene (Split). [6/5] |
|     | Grisogono Bortolazzi (Zadar) Titula: Conte veneto, zadarsko plemstvo, austrijska potvrda plemstva (HR) Na crvenom polju zlatni lav. [6/5] |
|     | Grisogono detto Sara (Trogir) Titula: (HR) Na crvenom polju zlatni lav u šapi drži zlatnu sablju. [1/47, 4/9] |